# فارست بسکت
فارست بسکت (به انگلیسی: Forest Baskett)؛ (زاده ۱۱ مه ۱۹۴۳) یک سرمایه‌گذار آمریکایی، دانشمند رایانه و استاد سابق مهندسی برق در دانشگاه استنفورد است.
او یک سرمایه‌گذار خطرپذیر در نیو اینترپرایس است. بسکت سیستم عامل را برای ابررایانه اصلی کرای-۱ طراحی کرد، یکی از پیشگامان اصلی یکپارچه‌سازی کلان‌مقیاس بود، و شبکه‌های بی‌سی‌ام‌پی همنام را معرفی کرد.
بسکت مدرک کارشناسی ریاضیات را از دانشگاه رایس و پی‌اچ‌دی در علوم رایانه را از دانشگاه تگزاس در آستین دریافت کرد.
او در سال ۱۹۹۴ به دلیل دیدگاه و رهبری خود در توسعه سخت‌افزار و نرم‌افزار برای ایستگاه‌های کاری با کارایی بالا به عضویت آکادمی ملی مهندسی درآمد.
بسکت مشاور دکترای دانشمندان رایانه آلن جی. اسمیت و اندی بکتولشیم در زمانی که در استنفورد بود و در تأسیس سان مایکروسیستمز مشارکت داشت.